# 아이스 올 스타즈
아이스 올 스타즈(Ice All Stars)는 스포츠매니지먼트그룹 IB스포츠가 기획하고, 삼성 애니콜과 삼성 하우젠이 후원한 피겨스케이팅쇼이다. 김연아를 중심으로 미셸 콴, 아라카와 시즈카, 스테판 랑비엘, 일리아 쿨릭 등이 참가하였다. 공연 총 감독은 브라이언 오서가 담당하였고, 스케이팅 안무는 데이비드 윌슨이 담당하였다. 2009년 8월 14일부터 16일까지 서울 송파구에 위치한 올림픽공원 체조경기장 특설링크에서 개최되었다.

## 출연진
- 김연아
- 미셸 콴
- 셰린 본
- 아라카와 시즈카
- 스테판 랑비엘
- 일리아 쿨릭
- 아담 리폰
- 선쉐 & 자오홍보
- 알리오나 사브첸코 & 로빈 졸코비
- 알베나 덴코바 & 막심 스타비스키